# 負面評價恐懼
負面評價恐懼（fear of negative evaluation；簡稱FNE）又稱失敗恐懼症（atychiphobia），是一種心理建構，反映了「對他人評價的恐懼、對他人負面評價的困擾，以及認為他人會對自己作出負面評價的預期心理」。
這種心理建構及其測驗在1969年由David Watson和Ronald Friend定義。負面評價恐懼與部分的人格特徵有關，如焦慮、順從和社交迴避。在測驗中得分較高的人，會努力於尋求社會上的認同和避免被他人否定，並可能避免參加需要被他人評價的場合。高度負面評價恐懼者也更容易受到周遭環境因素的影響。這種心理建構與從眾、親社會行為和社交焦慮相關聯。

## 測試
最初的負面評價恐懼（FNE）測試包括三十個項目，採用句子回應格式，完成約需十分鐘。量表得分範圍從0到30分，得分越高代表FNE程度越高。
1983年，馬克·利里提出了簡短版本的FNE測試（稱作BFNE），保留十二個原始問題，並採用五點李克特量表。量表得分範圍從12到60分，得分越高代表FNE程度越高。

### 信度
原始三十項和簡短十二項FNE測試均顯示具有高內部一致性。原始版本和簡短版本之間的相關性非常高。

### 效度
FNE與其他社交焦慮測量（如互動焦慮量表（Interaction Anxiousness Scale）和SAD PERSONS量表）之間的相關性並不強。

## 社交焦慮
社交焦慮是對他人負面評價反應的一部分。FNE與對社交中負面評價的恐懼有關，而社交焦慮則是對社交場合的純粹情緒反應。當社交恐懼症患者觀測自己的人際關係時，他們對負面評價的恐懼極高，並表現出高度的FNE。據Deborah Roth Ledley的研究所述，受試者在完成點探測範式任務後被要求演講，低FNE者在面對負面表情時沒有表現出任何增加的憂慮，而高FNE者則表現得更加憂慮。
FNE是導致社交焦慮引起飲食失調的直接原因，例如對外貌負面評價的恐懼。這比憂鬱和社會比較更容易引起飲食失調，這是因為FNE是造成暴食症心態和身體意象不滿意的基礎。

## 遺傳
FNE與如焦慮、順從和社交迴避等人格特徵相似，被認為具有一定的遺傳度。在雙胞胎研究中，BFNE得分被發現具有遺傳成分。此外，BFNE得分也被發現與人格病理維度評估問卷（Dimensional Assessment of Personality Pathology-Basic Questionnaire）之間具有遺傳相關性。據推測，導致負面評價恐懼的基因會影響一系列焦慮性人格行為。

## 判斷與感知
Winton、Clark和Edelmann於1995年發現，FNE得分較高的人更能準確地識別負面表情。FNE得分較高的人也被觀察到在公開演講中高估他們的社交缺點（例如尷尬、演講中的長時間停頓），而低估自己的社交優點（例如自信）。低FNE者則高估了他們的公開演講的成果。相反，高FNE者的演講能夠更有效、更符合聽眾的實際理解。在籃球場上，低FNE的選手能夠承受更高的壓力並維持表現水準，而高FNE的選手在壓力下表現明顯下降。

## 衍伸閱讀
- Alloy, L.; Riskind, J. (2005). Cognitive Vulnerability to Emotional Disorders. Psychology Press.（英文）
- Kluger, A.; DeNisi, A. (1996) "The Effects of Feedback Interventions on Performance: A Historical Review, a Meta-Analysis, and a Preliminary Feedback Intervention Theory." Psychological Bulletin. 119 (2): 254–284.（英文）
- Stopa, L.; Clark, D. (2001) "Social Phobia: Comments on the Viability and Validity of an Analogue Research Strategy and British Norms for the Fear of Negative Evaluation Questionnaire." Behavioural and Cognitive Psychotherapy. 29 (4), 423–430.（英文）
- Weeks, J.; Jakatdar, J.; Heimberg, R. (2010). "Comparing and Contrasting Fears of Positive and Negative Evaluation as Facets of Social Anxiety （页面存档备份，存于）." Journal of Social & Clinical Psychology. January, 68–94.（英文）
- Anastasi, A. (1982) Psychological Testing (5th ed.). New York: Macmillan（英文）